# 悠情
悠情（ゆうじょう、1971年 - ）は、日本の男性ヴァイオリニスト・作曲家。クラシック、ジャズ、ヨーロッパ音楽（アイリッシュ、ジプシーなど）をベースとし、独自のスタイルで愛知県を中心に全国で活動中。愛知県岡崎市出身。
自身のバンドアンサンブルである「悠情ケーリーバンド（You Joe Ceili Band)」はピアノ、ギター、ウッドベース、鍵盤ハーモニカ、パーカッション、ドラムスなどの楽器構成で、彼の主な活動のスタイルである。オリジナル楽曲もあり、独自のアレンジで展開している。2011年アンサンブルの名前を「悠情楽団」（ゆうじょうがくだん）に変更。理由は、自身のレパートリー楽曲にアイリッシュ音楽以外もあるため。2012年には、アイリッシュ、フォークデュオ「novelfy」(ノヴェルフィ）を結成。メンバーは、悠情（フィドル、パーカッション）、山田晋吾（ギター、ブズーキ）。2020年より、主に「悠情楽団」、「la feau（ラフュー）」を中心にメンバーとして活動。「フィドラーズフェス名古屋」、「アイルランドフェス名古屋」を主宰し、アイルランド、北欧などの北ヨーロッパ音楽や、フィドルとしてのヴァイオリンを広める活動をしている。

## 人物
愛知県岡崎市出身。フォーク世代の父の影響で、3歳の時にヴァイオリンを始め、ポップスオーケストラ、室内楽などを経験する。後にロック、ジャズのドラマーを経験。その腕前はスタジオミュージシャンとして業界からスカウトされるくらいの腕前であった。当時本職としては、もともと得意であった料理を生かし、日本料理から、後にフレンチのシェフを経験。ヨーロッパ放浪中（主にパリ、コペンハーゲンなど）のストリートで現地のミュージシャンとセッションを楽しみ、様々な音楽文化を肌で感じ、自身の音楽の肥しとする。
16歳の時ロック、ジャズドラム、パーカッションを始め、後にジャズフュージョンドラマーとして名古屋、新宿、池袋、荻窪、横浜などで活動。パリ、ハンブルク、ロンドン、ダブリン、コペンハーゲンなど、ヨーロッパ各地いたる所で漂う生きた音楽に魅了され、バイオリニストとしての音楽活動の道を選ぶ。主にヨーロッパの民族音楽、ミニマル音楽的表現を研究し、独自の解釈でのアイリッシュ、ジプシー、クラシックアレンジ、ジャズ、オリジナル楽曲などジャンルは様々。思い感じるがまま表現し、即興演奏のスタイルも多く取り入れている。
有名アーティストとのコラボレーションや異種アーティストとの共演も多く、レコーディング、コンサートサポート、プロデュースとしても活発にしている。現在は自身のアンサンブル「YouJoe GAKUDAN（悠情楽団）」（旧：悠情ケーリーバンド）での活動を中心とし、コンサート、ライブ、ディナーショーなどで全国各地で活躍している。音大、芸大の経歴は無く、バイオリニストとしては珍しい、いわば「脱サラ」「叩き上げ」のバイオリニストといえる。
某大手自動車メーカーのリゾートホテルでは2009年、2010年とディナーショーをプロデュースしている。2010年、ダブリン（アイルランドの首都）の「O'Shea's Merchant」でのライブも成功させている。他、大手ホテル、メディア主催ファッションショーパフォーマンス、FM、TV出演、ミュージカル、芝居、有名タレントのDVDオープニング、BGM音楽収録など。

## 主な共演
順不同、敬称略
- Mary's Ceili Band（アイリッシュ・バンド）
- Iuriciuc Virgil（ヴァイオリン）
- Dinu Eml（ヴァイオリン）
- Gil & Lulu San Marco Orchestra（オーケストラ）
- 功刀丈弘（ヴァイオリン、フィドル）
- 望月雄史（ギター）
- 山下力哉（ピアノ）
- 興津博規（ベース）
- 福江元太（ギター）
- coba（アコーディオン）
- 岡崎友紀（歌手・俳優）
- 高岡健二（歌手・俳優）
- Miguel Linares（ギター）
- 城田じゅんじ（ギター）
- ホセ三浦（カホン）
- 吉田栄作（歌手俳優）
- 左とん平（俳優歌手）
- shifo（ピアノ作曲）
- 八木のぶお
- 徳永延生（ハーモニカ）
- ボンボア（ハーモニカユニット）
- 大沢聡（オカリナ）
- 高橋誠（ヴァイオリン）
- 今岡友美（ヴォーカル）
- 原田悠里（歌手）
- 加藤拓三（ぬくもりの森/元「鼓童」）
- 悟空（和太鼓）
- 紙芝居「たっちゃん」
- 依田フラメンコ舞踏団
- 吉田栄作

など

## ディスコグラフィ
- Spiel シュピール (Violin Space You Joe)
  - 2005  with Yumiko Tateishi (悠情、立石由美子）
- Yell Yell Peat エール・エール・ピート (Violin Space You Joe)
  - 2007  (悠情)
- Love & Rose ラブ・アンド・ローズ（CD／Luna Planning ltd.)
  - 2008 Tomomi Imaoka &  （今岡友美 & 悠情)
- Love & Rose ラブ・アンド・ローズ（DVD／Luna Planning ltd.)
  - 2008  &  （今岡友美 & 悠情)
- Shamrock Valentinus シャムロック・ヴァレンティヌス (f-leaves music)
  - 2009  (悠情)
- Yell Yell Peat ver.2 エール・エール・ピート ヴァージョン2 (f-leaves music)
  - 2009  (悠情)
- Phantom of the Fiddler 〜 Live in Nagoya ファントム・オブ・ザ・フィドラー (f-leaves music)
- Hygge with Fiddle  (f-leaves music)
- Aura, venias ～そよ風よ、来ておくれ～（悠情楽団）
- Tusind Tak～ドエライアリガトウ～（悠情楽団）
- In Phase（la feau）
- la feau
- シアワセジカン（レカーリス）